# 勞勒爾 (愛荷華州)
勞勒爾（英語：Laurel）是一個位於美國愛荷華州馬歇爾縣的城市。

## 地理
勞勒爾的座標為42°53′01″N 93°55′22″W / 42.88361°N 93.92278°W，而該地的平均海拔高度為318米（即1043英尺）。

## 人口
根據2010年美國人口普查的數據，勞勒爾的面積為0.65平方千米，當中陸地面積為0.65平方千米，而水域面積為0.00平方千米。當地共有人口239人，而人口密度為每平方千米367人。